# 아시카가 기진
아시카가 기진(일본어: 足利 義尋 あしかが ぎじん[*])은 아즈치모모야마 시대부터 에도 시대 초기에 살은 무장이자 승려이다. 아시카가 요시아키의 적남으로, 출가한 후에는 기손(義尊), 득도 한 후에는 기진(義尋), 환속한 후 에는 타카야마(高山)으로 칭했다. 일반적으로는 기진이라는 이름으로 알려져있다.

## 약력
겐키 3년 (1572년), 무로마치 막부 15대 쇼군 아시카가 요시아키의 아들로 태어났다.
서출이었지만, 아버지 요시아키에게는 정실이 없었기 때문에 적자로, 쇼군가의 후사로 양육되었다. 그러나, 아버지 요시아키가 오다 노부나가와 대립에서 오다군의 공격을 받고 항복(마키시마성 전투), 요시아키는 추방되고, 기지니은 인질로써 노부나가에게 맡겨지면서 불과 1살의 나이로 출가했다. 한편, 사료에서는 "공가는 다이쥬(쇼군) 어린 조정 상경이라 말했다(公家は大樹（将軍）若公御上洛と言った)"이라 쓰여있어, 이는 노부나가가 요시아키를 대신해 쇼군으로 옹립하고 노부나가가 그 위에 서는 구상을 갖고 있었으나, 조정은 노부나가의 강대화를 싫어하여 거부했다는 견해가 있다. 사실, 요시아키의 인수 교섭을 위해 방문한 안코쿠지 에케이를 통해 모리씨에 대해 "내년부터 연두의례는 요시아키의 아들인 기진이 해야한다(来年からの年頭儀礼は義昭の子である義尋にするべきだ)"고 전했으며 (요시카와가 문서), 요시아키 추방으로 조직으로서의 무로마치 막부는 사실상 소멸됐지만, 명목상으로도 막부 기구를 완전히 없애 버리면 반오다 세력에게 명분을 주기 때문에, 일정한 격식을 기진에게 부여하려는 의도가 있었던 것으로 추정된다.
다이죠인 몬제키가 되어, 코후쿠지의 대승정까지 되지만, 후에 환속하여 아시카가 타카야마(足利高山)라 칭했다. 후루이치 타네코를 아내로 맞이했다고 하며, 두 자녀를 두었고, 각각 짓소인 몬제키와 엔만인 몬제키의 대스정이 되었다고 한다. 또 두 아이는 도코 법친왕의 이부형제이다.
게이초 10년 (1605년)에 사망했다. 자녀들은 모두 승려가 되었기 때문에 자녀가 없어서 아시카가가 적류는 단절되었다고 여겨진다.
덧붙여, 기진의 자녀 계보를 둘러싸고 여러 설이 있어 「아시카가시사 상권」 소수의 『사카모토씨 계도』에서는 기진이나 나가야마 요시아리가 등장하지 않고, 『가고시마현 사료 구기잡록습유 이지치 스에요시저작사료집 삼』의 『나가야마씨 계도』에서 기진의 아들로 여겨지는 짓소인 기손이나 엔만인 츠네타카를 잇시키 요시타카의 동생으로 요시아키의 아들로 표기되어 있다. 기손이나 츠네타카를 요시아키의 아드로 기술하는 족보는 오쿠노 타카히로는 『계도찬요』에서도 볼 수 있다고 한다. 다만, 『나가야마씨 계도』에서는 기진은 승려이면서 자식을 얻은 죄로 절을 쫒겨났다고 되어있다. 그로 인해, 발칙한 놈의 기진이 『사카모토씨 계도』에서 삭제되었기 때문에 사카모토씨 계도에서 기손이나 츠네타카, 요시타카가 요시아키의 자녀처럼 기술되었을 가능성이 있다. 이때문에 사실, 잇시키 요시타카는 "요시아키의 손자, 기진의 사생아"일 가능성도 적지 않지만, 객관적인 사료는 없다.

## 계보
- 아버지 : 아시카가 요시아키
- 어머니 : 사코노카타
- 아내 : 타네코 (고요제이 천황의 후궁)
  - 아들 : 짓소인 기손 (1601년 - 1661년)
  - 아들 : 엔만인 츠네타카 (1604년 - 1671년)